# Apostolska nunciatura v Egiptu
Apostolska nunciatura v Egiptu je diplomatsko prestavništvo (veleposlaništvo) Svetega sedeža v Egiptu, ki ima sedež v Kairu; ustanovljena je bila 28. maja 1839.
Trenutni (2022) apostolski nuncij je Nicolas Henry Marie Denis Thevenin.

## Seznam apostolskih nuncijev
- Anacleto Chicaro (17. maj 1881 - 1893)
- Gaudenzio Bonfigli (25. februar 1896 - ?)
- Andrea Cassulo (24. januar 1921 - 7. maj 1927)
- Valerio Valeri (18. oktober 1927 - 1. julij 1933)
- Gustavo Testa (4. junij 1934 - 11. februar 1948)
- Arthur Hughes (23. avgust 1947 - 12. julij 1949)
- Albert Levame (3. oktober 1949 - 16. junij 1954)
- Georges-Marie-Joseph-Hubert-Ghislain de Jonghe d'Ardoye (3. maj 1955 - 23. november 1956)
- Silvio Angelo Pio Oddi (11. januar 1957 - 17. maj 1962)
- Mario Brini (14. oktober 1961 - 1965)
- Lino Zanini (1966 - 7. maj 1969)
- Achille Marie Joseph Glorieux (3. avgust 1973 - 1984)
- Giovanni Moretti (10. julij 1984 - 15. julij 1989)
- Antonio Magnoni (22. julij 1989 - 18. marec 1995)
- Paolo Giglio (25. marec 1995 - 5. februar 2002)
- Marco Dino Brogi (5. februar 2002 - 27. januar 2006)
- Michael Louis Fitzgerald (15. februar 2006 - 23. oktober 2012)
- Jean-Paul Aimé Gobel (5. januar 2013 - 3. januar 2015)
- Bruno Musarò (5. februar 2015 - 29. avgust 2019)
- Nicolas Henry Marie Denis Thevenin (4. november 2019 - sedanjost)